# Petites Maisons
L'hospice des Petites-Maisons était un asile d’aliénés et une maison de retraite créé en 1557 à Paris à l'emplacement de la maladrerie Saint-Germain. Rebaptisé hospice des Petits-Ménages en 1801, il est transféré en 1863 à Issy-les-Moulineaux (actuel hôpital Corentin-Celton).

## Localisation
L'hospice était situé entre la rue du Bac, à l'ouest, la rue de Sèvres, au sud, et la rue de la Chaise à l'est. Son portail principal était situé rue de la Chaise.

## Origine du nom
Le nom de cet asile vient des petites maisons basses (ou loges) qui entouraient les cours de l’établissement. Elles servaient à loger plus de quatre cents personnes qui étaient à la charge du Grand Bureau des Pauvres.

## Historique
Une première maladrerie a existé dans le faubourg Saint-Germain au moins depuis le milieu XIVe siècle. Désormais trop proche de l'espace urbain parisien, un arrêt royal ordonne la destruction de la maladrerie, les matériaux récupérés devant permettre la construction d'une nouvelle dans un lieu plus éloigné. Sans tenir compte de l'arrêt, le cardinal François de Tournon, abbé de Saint-Germain tenant donc la haute justice du fief, baille le 16 février 1544 le terrain de l'hospice à Guillaume Gellinard qui le vend à Robert Fallentin qui commence à y construire des bâtiments. Un procès est engagé contre Gellinard, Fallentin et l'abbaye Saint-Germain. Par arrêt du 27 novembre 1548, le Parlement adjuge la possession définitive de la maladrerie à Fallentin qui s'engage à payer 600 livres aux pauvres et de leur servir la rente qu'il versait précédemment à l'abbaye.
Par lettres patentes du 11 novembre 1554, Henri II autorise les commissaires nommés par le Parlement pour administrer l'assistance publique à construire dans les faubourgs un ou deux hôpitaux « segregés de voisins pour illec loger et nourrir lesdicts pauvres ce mendians en petites loges et eschoppes de neuf ou douze pieds en carré chasre cune selon les pourtraicts desseings et modelles qu'ils en avaient présentés au Parlement ». Le 3 février 1554, ils achètent la propriété de Robert Fallentin. L'hôpital est construit en 1557 afin d'accueillir « pour des personnes insensées, faibles d’esprit ou même caduques ».
Comme l'indique l'Almanach royal : « L'hôpital des Petites-Maisons renferme quatre objets : le premier, ce sont les quatre cens vieilles gens qui y sont reçus et logez; le sécond, les incensez; le troisième, les malades de la maladie vénérienne, qui y sont pansez; le quatrième, ceux affligez de la teigne, qui y sont guéris. Les Administrateurs s'assemblent les jeudis non fêtez, à huit heures du matin; et en cas de Fête la veille ou le lendemain, à la même heure. »
En 1801, le conseil général des hôpitaux et hospices civils de Paris prend le contrôle de l'établissement. Transformé en maison de retraite destinée exclusivement aux couples âgés, ainsi qu'aux veufs et veuves capables de payer une modeste pension, il prend le nom d'hospice des Ménages ou Petits-Ménages,. Les pensionnaires autonomes et capables de pourvoir à leurs besoins quotidiens sont hébergés en chambre, tandis que les autres logent en dortoir. En 1861, dans le cadre des travaux de transformations de Paris sous le Second Empire, l'administration de l'Assistance publique décide le transfert de l'hospice dans des bâtiments plus vastes construits à Issy-les-Moulineaux.
Après le transfert de l'hospice en 1863 à Issy, les bâtiments sont rasés pour prolonger la rue de Babylone et percer le boulevard Raspail, la rue Velpeau, la rue Chomel, ainsi que le square Boucicaut.

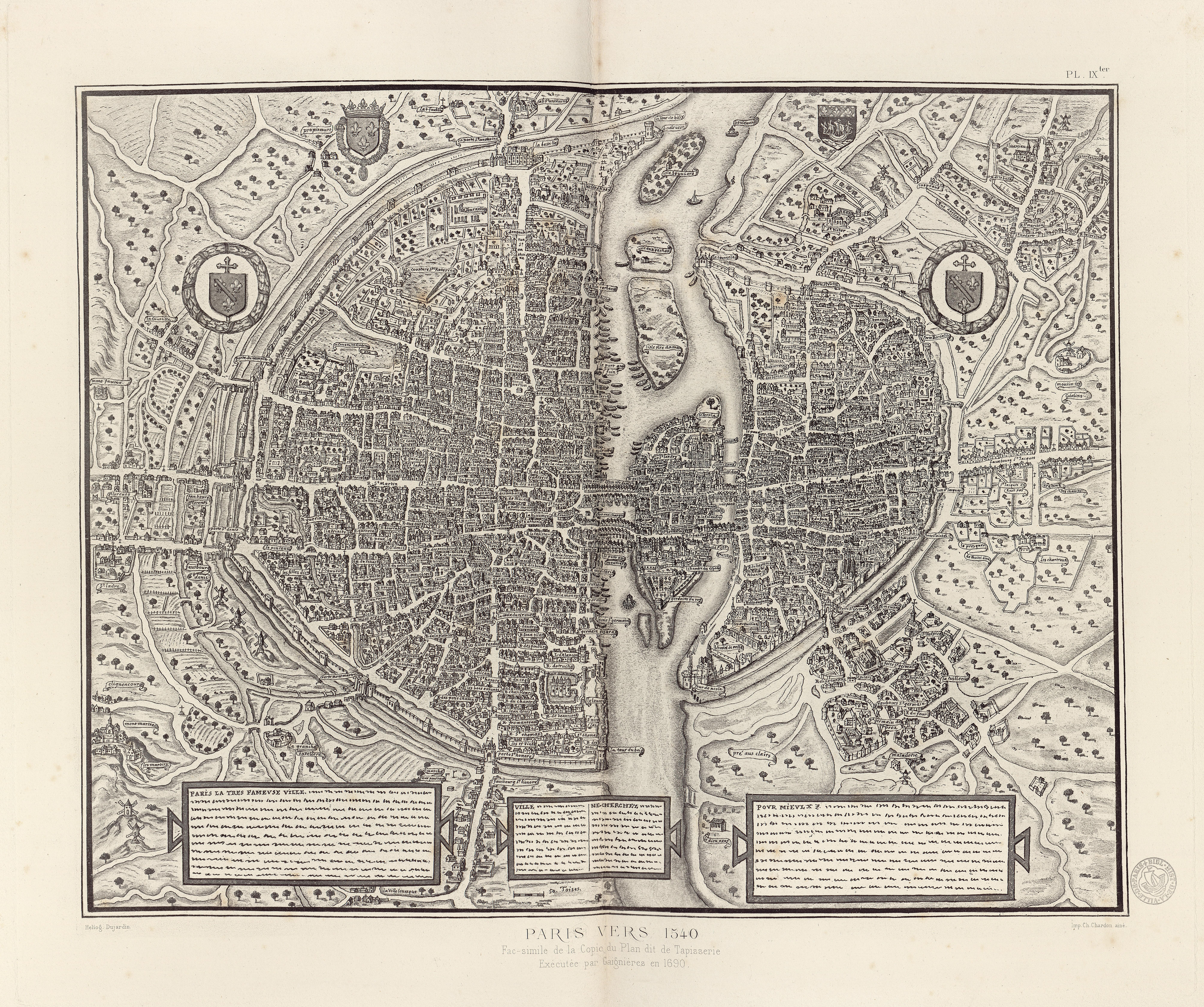
La Maladerie [sic] figure sur le plan dit « de Tapisserie » (1540), en bas à droite. Fac-similé d'une copie exécutée par Gaignières en 1690.
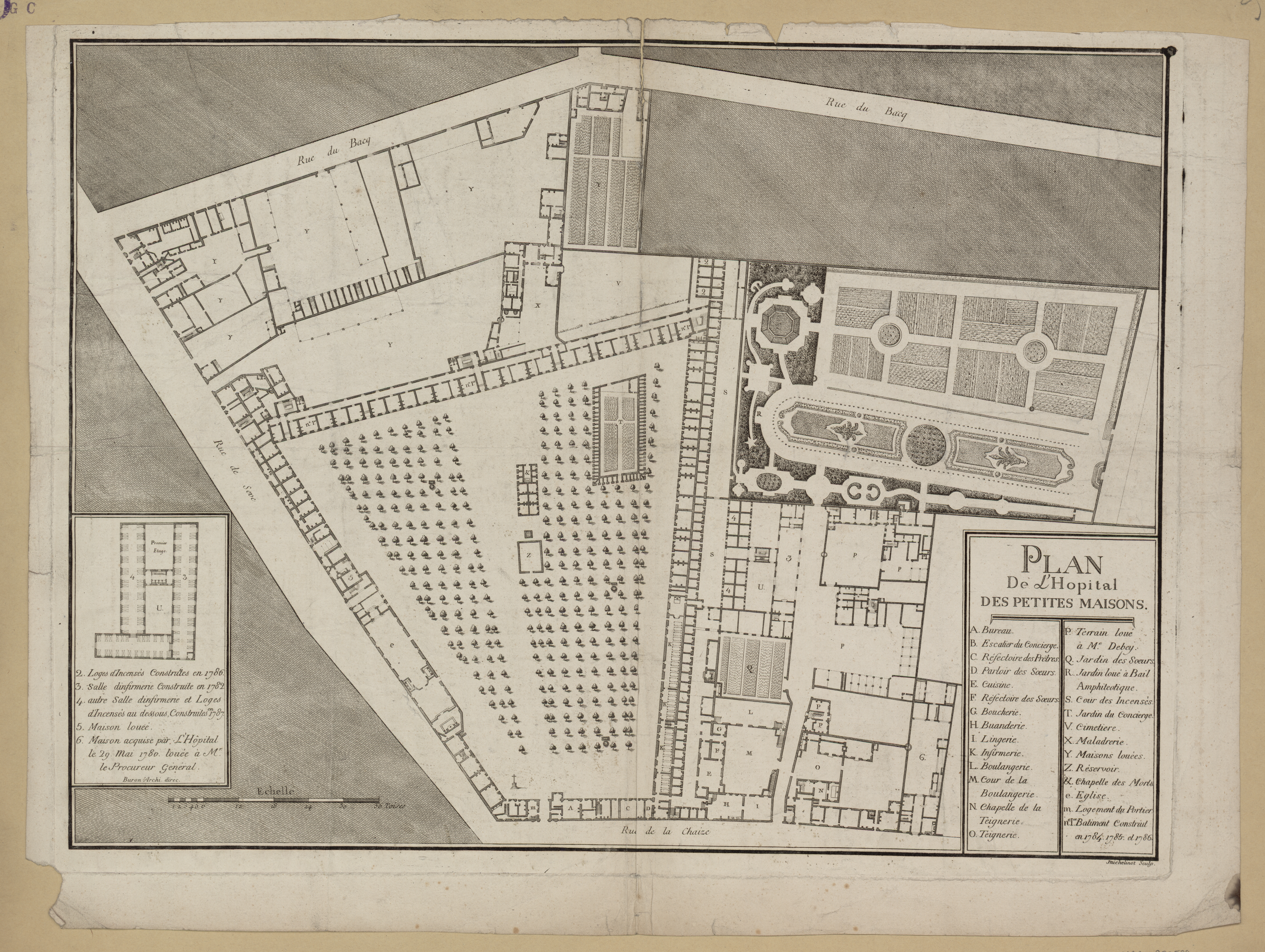
Gravure d'un plan des Petites Maisons, vers 1785.
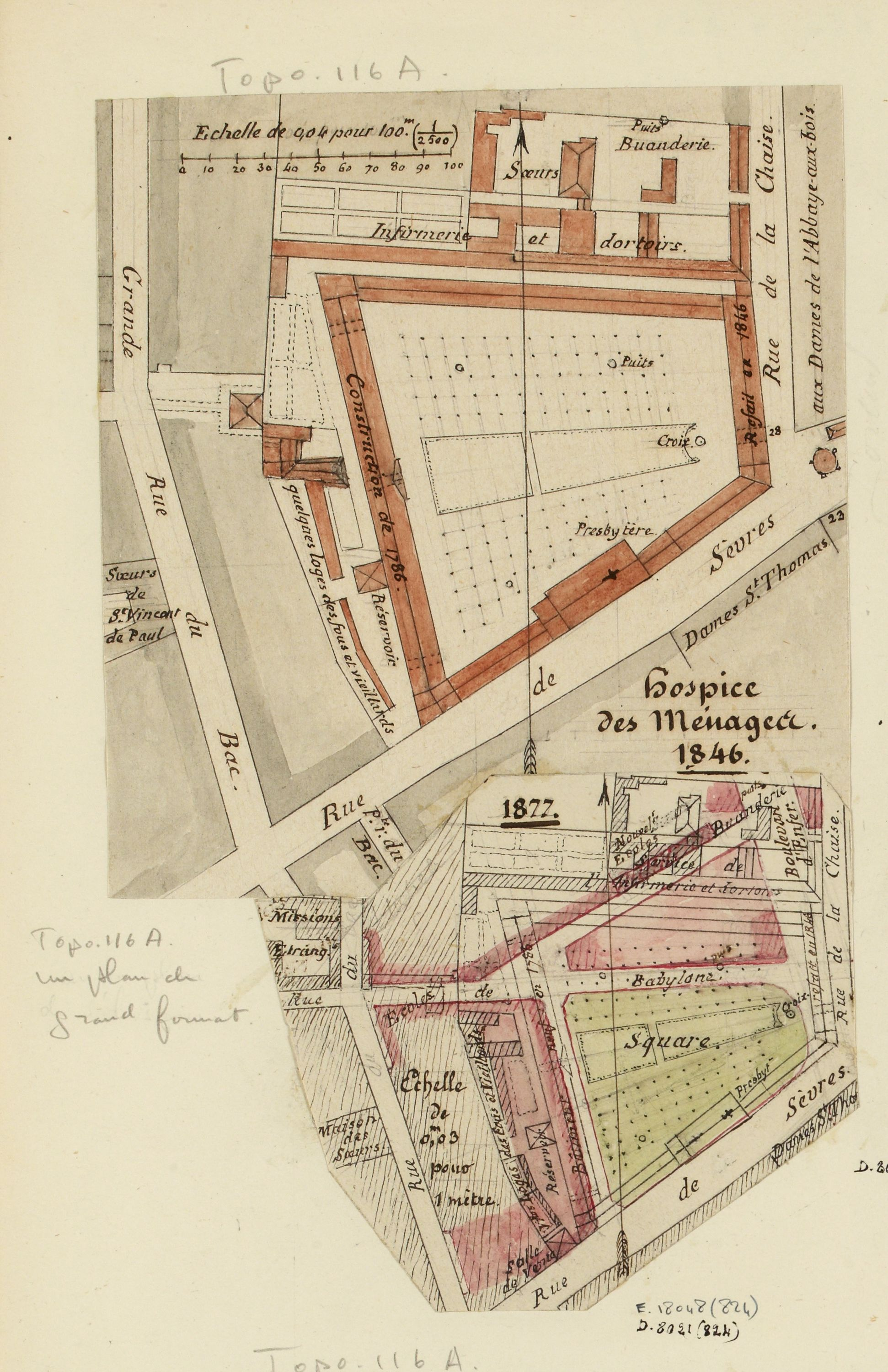
Plan de l'hospice avant sa démolition et son emplacement par rapport aux rues actuelles.

## L'organisation des Petites Maisons
Au XVIIIe siècle, l'hospice des Petites Maisons compte quatre départements : le premier recevait des personnes âgées, le second des insensés, le troisième était une maladrerie spécialisée dans les maladies vénériennes et le quatrième était une teignerie. 
La teigneuse était indépendante du reste de la structure et avait une entrée séparée sur la rue de la Chaise. Les teigneux recevaient les soins « d'un homme qui a un secret admirable et infaillible, qui se perpétue depuis très longtemps dans sa famille sans avoir jamais communiqué le secret à personne. » L'accueil et le soin des teigneux se faisait gratuitement.
La maladrerie s'occupe de soigner les personnes atteintes de maladies vénériennes. Elle recevait principalement des bourgeois de Paris et des soldats des gardes françaises (les maisons dont le Grand Bureau des Pauvres était propriétaire était exempté de la charge de logement des soldats de ce corps en échange d'une réduction tarifaire pour ses membres à la maladrerie des Petites Maisons).
L'asile d'aliénés abrite des fous enfermés par lettre de cachet, à la suite d'une demande d'internement des familles. Les aliénés reçus étaient de conditions élevée puisque, à moins que la lettre de cachet n'émane du roi lui-même, les frais d'internement étaient à la charge de la famille. Si la lettre venait du roi, le Trésor royal payait trois cents livres.
Le département le plus important des Petites Maisons est l'enclos réservé aux personnes âgées. Les vieillards accueillis aux Petites Maisons sont d'anciens indigents ayant été inscrits à l'aumône du Grand Bureau des Pauvres. D'après le règlement de 1737, pour pouvoir entrer aux Petites Maisons, il faut avoir plus de soixante-dix ans, ne pas être invalide (puisque, bien qu'hébergés aux Petites Maisons, ils doivent être capables de s'entretenir eux-mêmes), ne pas être marié, ne pas avoir de liens de parenté avec aucun des autres pensionnaires présents ou passés et être bourgeois de Paris. Et être bourgeois ne suffit pas, les places disponibles allant d'abord aux maîtres ou aux marchands, puis aux compagnons. Les personnes dites « sans qualité » ne peuvent prétendre à une place aux Petites Maisons et dépendent plutôt de l'hôpital général. Une fois admis à l'hospice des pauvres, le pensionnaire peut s'installer avec ses biens mobiliers (rien ne lui sera fourni). Une fois dans les murs, il doit obéir au règlement strict des Petites Maisons, assister à toutes les messes et prônes, il ne peut ni s'absenter ni découcher sans autorisation. À sa mort, l'ensemble de ses biens revient au Grand Bureau des Pauvres.
L'hospice avait sa propre église, construite le long de la rue de Sèvres.

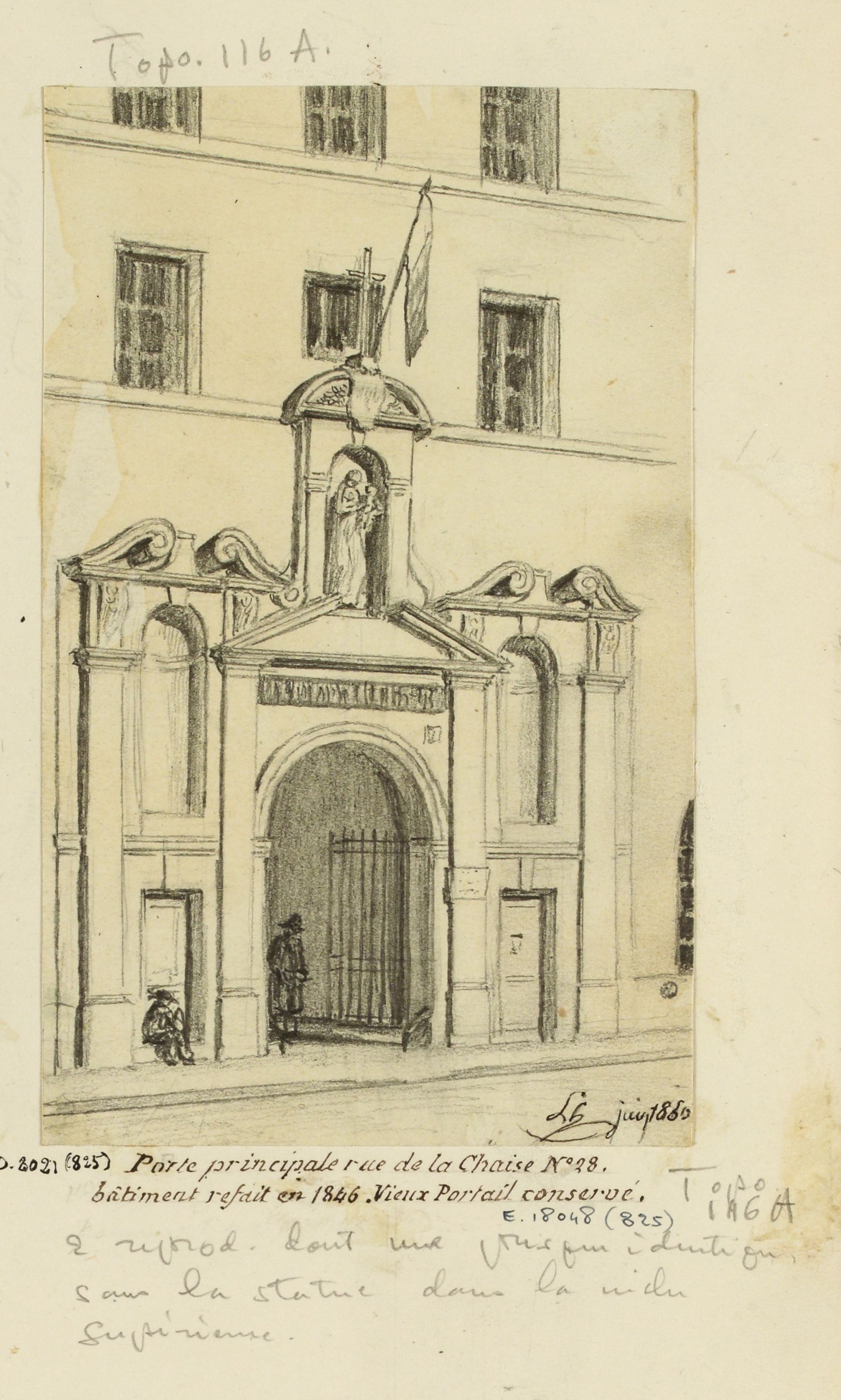
Portail principal de l'hospice donnant sur la rue de la Chaise.
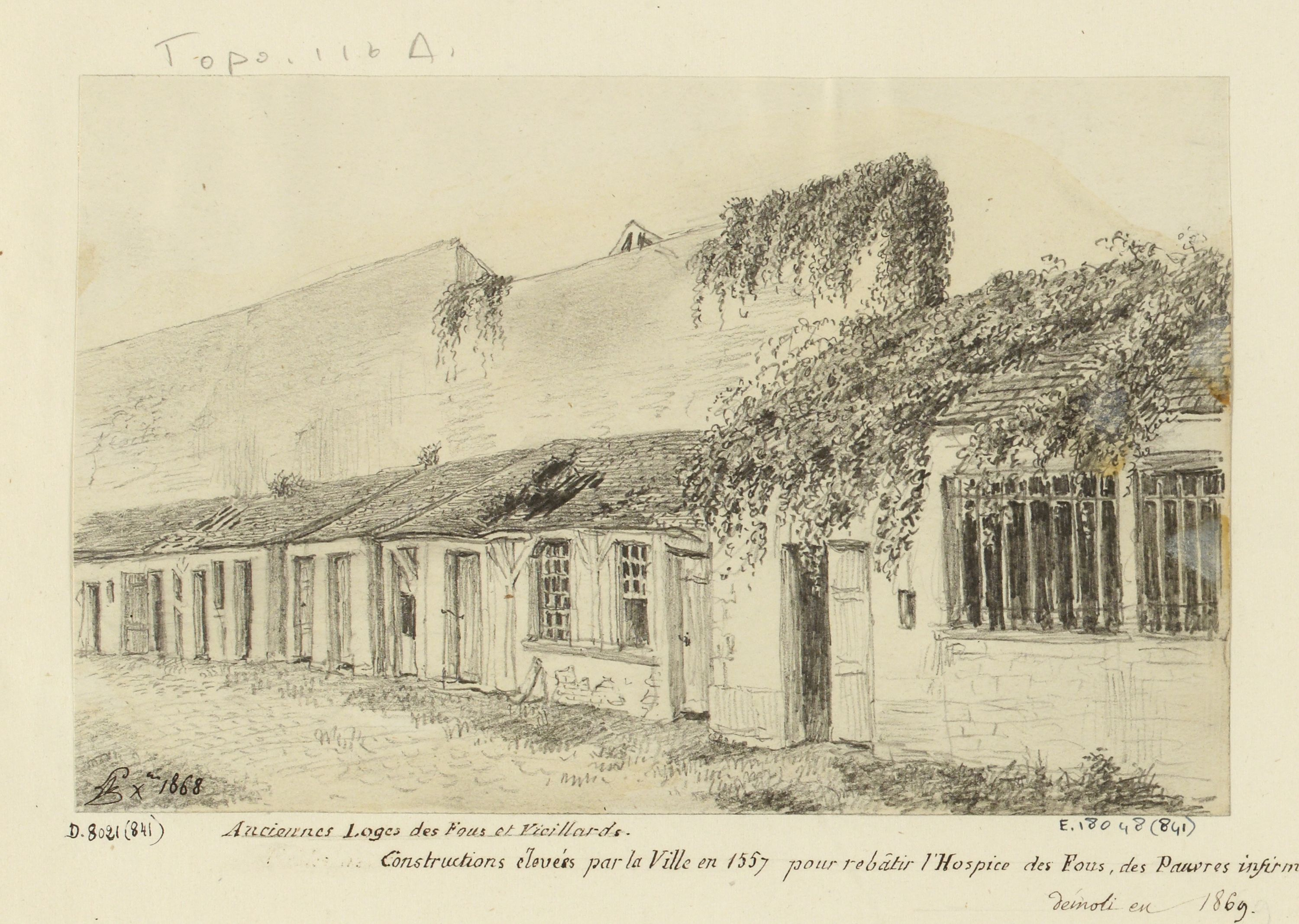
Anciennes loges ou « petites maisons » construites en 1557 pour abriter les fous et les vieillards.
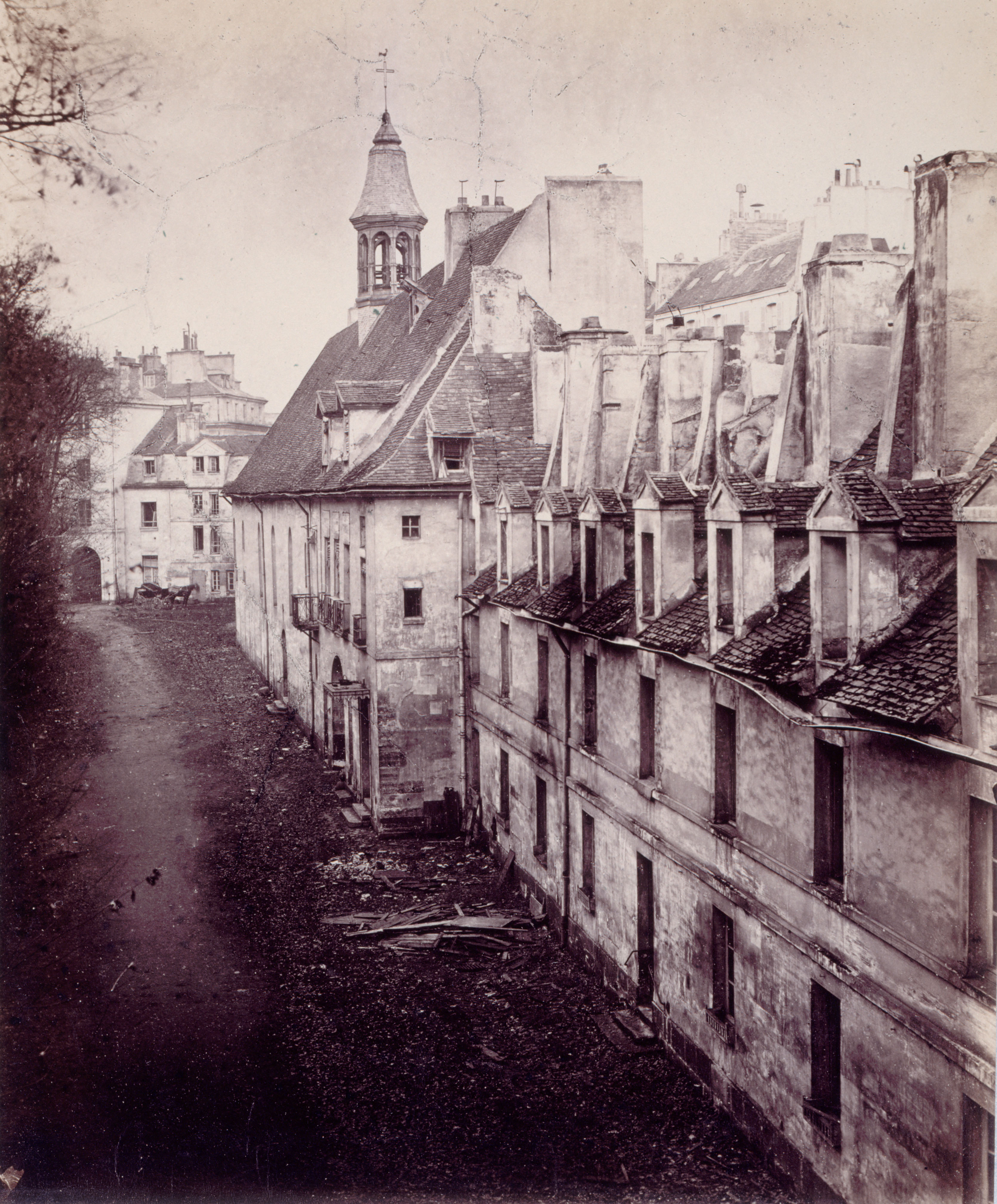
Vue du bâtiment comprenant l'église depuis la cour intérieure.
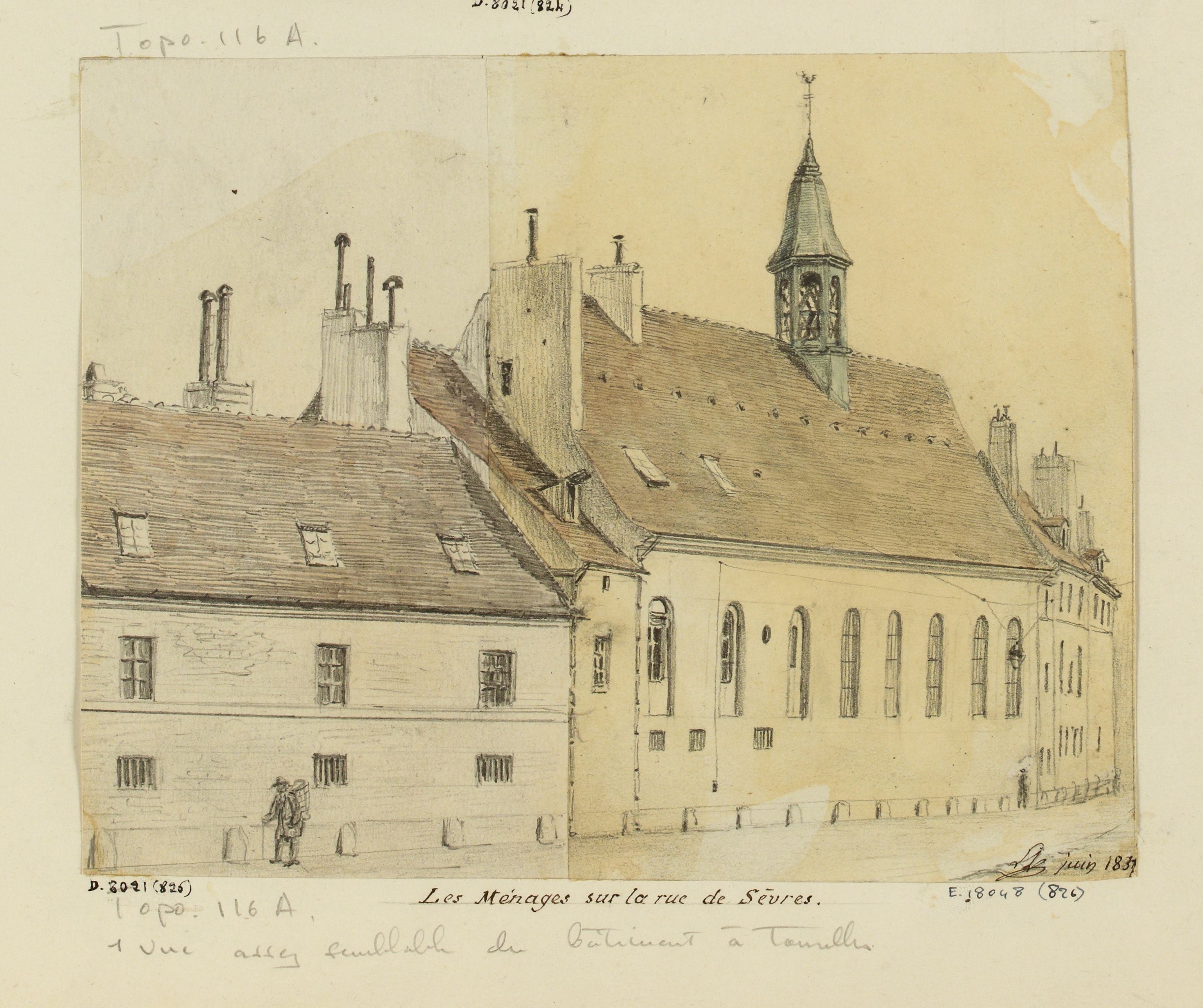
Vue du même bâtiment depuis la rue de Sèvres.
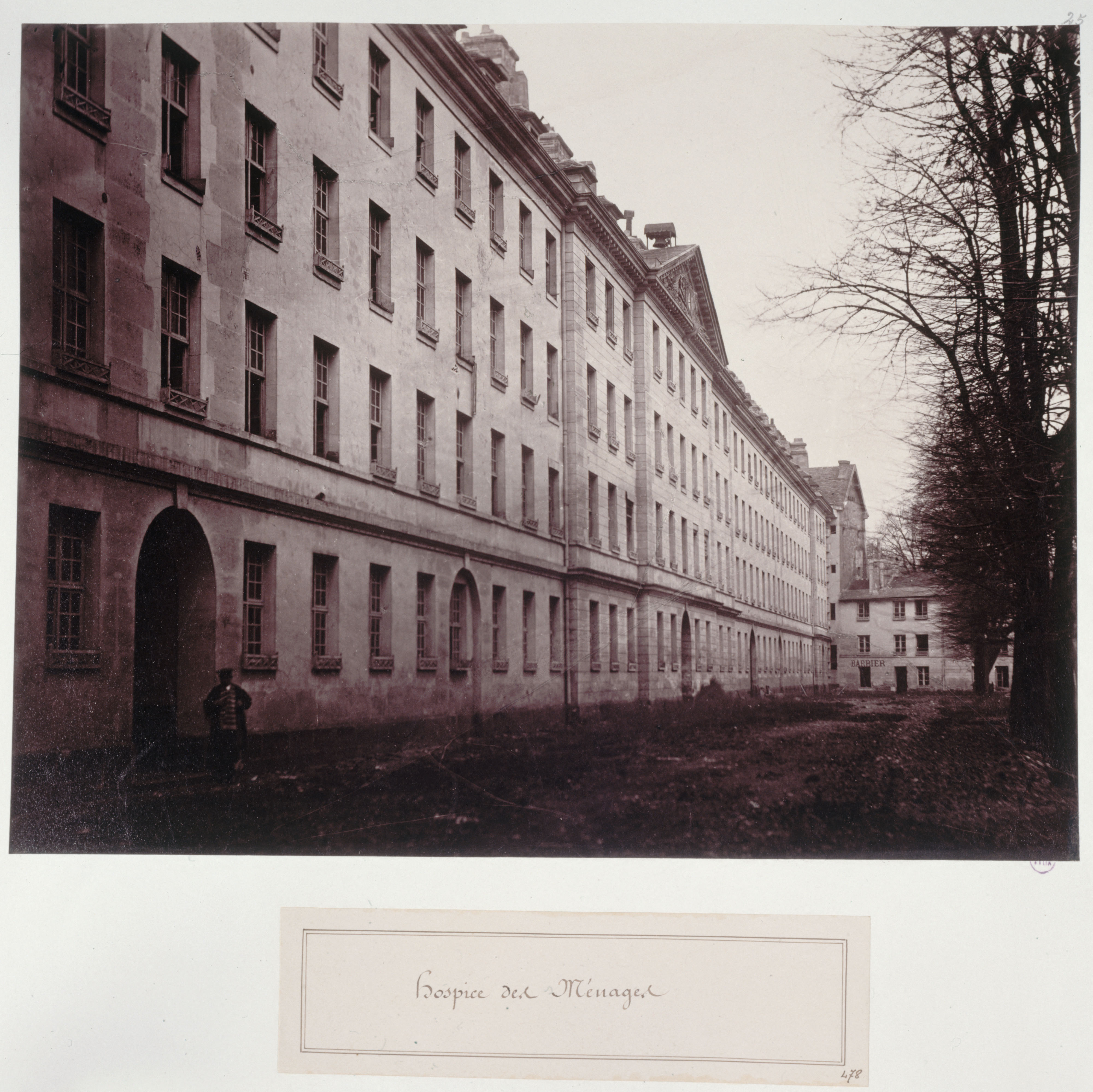
Grand bâtiment construit en 1786.
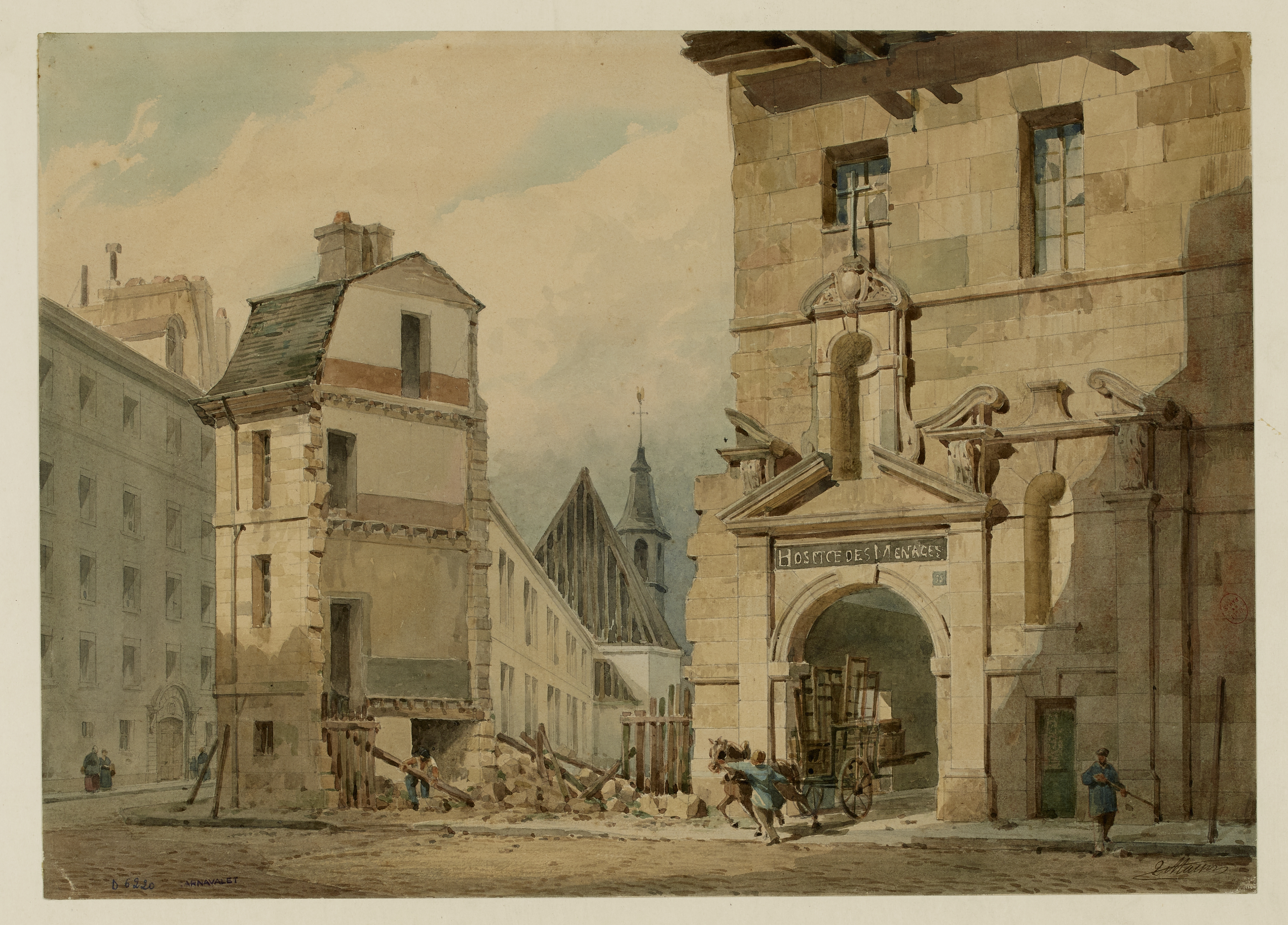
L'hospice en cours de démolition en 1863.

## Administrateurs (en 1736)
- M. le procureur général au Parlement, chef.
- M. Lorenchet, l'un de ses substituts, préside en son absence.

Messieurs,
- Vandive, père, marchand orfèvre, quai des Orfèvres, aux Balances.
- Tesniere, ancien consul, rue du haut Pavé.
- De Resmond, ancien procureur au Parlement, cloître N. Dame,
- Nau, père, ancien consul, rue des Foureurs.
- Ruelle, marchand, rue de la Calendre.
- Brizard, bourgeois de Paris, rue du Marché-neuf.
- Quevanne, essayeur général des Monnoies de France, hôtel de la Monnoie.
- Lescardée, marchand orfèvre, pont Saint-Michel.
- Baudouin, ancien contrôleur des Rentes, rue de la vieille Morue, faubourg Saint-Honoré.

Officiers, Maistres,
- Regnard, greffier et receveur général, au grand Bureau, place de Grève.
- Martin-Darras, procureur au Parlement, rue de la Tisséranderie.
- Marchand, notaire, rue Saint-Severin.
- P. Regnard, procureur au Châtelet, rue Saint-Martin,

Huissiers.
- Barbarin, rue Bourlabbé.
- Guesdon, rue de la Parcheminerie.
- Boislé, rue du Marché-neuf.

## Dans la littérature
De nombreux auteurs mentionnent les Petites Maisons.
« Et qu’il n’est point de fou, qui par belles raisons
Ne loge son voisin aux Petites-Maisons… »
— (Nicolas Boileau, Satires, 1666)
Madame de Sévigné, écrit dans une Lettre à Ménage en 1652 : « Si cela était ainsi, je mériterais les Petites-Maisons et non pas votre haine. » De même, elle y fait allusion dans une lettre à sa fille, Mme de Grignan, datée du 15 avril 1671 dans laquelle elle voit dans le monastère de la Trappe, réputé trop sévère, un futur asile d'aliénés. « Je crains que cette Trappe, qui veut surpasser l'humanité, ne devienne les Petites Maisons. »
« J’aurai beau protester ; mon dire et mes raisons
Iront aux Petites-Maisons. »
— (Jean de La Fontaine, Fables, V, 4, Les Oreilles du lièvre, 1668)

Dans une des lettres persanes le personnage de Rica, rapportant sa visite dans une grande bibliothèque supposée être celle de l'abbaye de Saint-Victor, expose ses échanges avec le bibliothécaire qui lui donne son avis sur divers types d'ouvrages :
 « Voici la chimie, qui habite tantôt l'hôpital et tantôt les Petites-Maisons, comme des demeures qui lui sont également propres. »
— (Montesquieu, Lettres persanes, CXXXV, 1721)
Jean-Jacques Rousseau, dans Les Confessions, juge la Sorbonne passible d'enfermement aux Petites-Maisons :

« De quoi pouvait se mêler la Sorbonne dans cette affaire ? Voulait-elle assurer que je n’étais pas catholique ? Tout le monde le savait. Voulait-elle prouver que je n’étais pas bon calviniste ? Que lui importait ? C’était prendre un soin bien singulier ; c’était se faire les substituts de nos ministres. Avant que d’avoir vu cet écrit, je crus qu’on le faisait courir sous le nom de la Sorbonne, pour se moquer d’elle ; je le crus bien plus encore après l’avoir lu. Enfin, quand je ne pus plus douter de son authenticité, tout ce que je me réduisis à croire fut qu’il fallait mettre la Sorbonne aux Petites-Maisons. »

— (Les Confessions, XII)
Marivaux y fait référence, entre autres, dans la pièce de théâtre La Joie imprévue (1738). La réplique de Pasquin qui demande à Lisette : « Me loges-tu toujours aux Petites-Maisons ? » illustre bien l’emploi qui est généralement fait de la référence aux Petites Maisons pour signifier la folie.
Voltaire, dans son Dictionnaire philosophique en 1764 à l'article « folie » mentionne également ce lieu : parlant de l'âme « malade » du fou, il explique que « cependant on la mène dans son étui aux Petites-Maisons. ».
Quant à Diderot, "...il continuait, saisi d'une aliénation d'esprit, d'un enthousiasme si voisin de la folie qu'il est incertain qu'il en revienne, s'il ne faudra pas le jeter dans un fiacre et le mener droit aux Petites-Maisons." écrit-il dans Le neveu de Rameau.

Dans l'article Dogmes, Voltaire écrit :
Je voyais arriver à droite et à gauche des troupes de fakirs, de talapoins, de bonzes, de moines blancs, noirs et gris, qui s’étaient tous imaginé que, pour faire leur cour à l’Être suprême, il fallait ou chanter, ou se fouetter, ou marcher tout nu. J’entendis une voix terrible qui leur demanda: « Quel bien avez-vous fait aux hommes ? » A cette voix succéda un morne silence; aucun n’osa répondre, et ils furent tous conduits aux Petites-Maisons de l’univers: c’est un des plus grands bâtiments qu’on puisse imaginer.

Dans La Maison du chat-qui-pelote par Honoré de Balzac, madame Guillaume dit en parlant de Théodore de Sommervieux : « s’il n’était pas si grossièrement immoral, il serait bon à mettre aux Petites-Maisons. »
« Il [M. Cardonnet père] avait une sorte de haine pour le marquis. Il le déclarait bon pour les Petites-Maisons »
— (George Sand, Le Péché de Monsieur Antoine, chapitre XVIII, 1845  en 1845)
« si quelque français est assez insensé ou assez coupable pour abuser d’une confiance illimitée, envoyez-le aux petites-maisons ou au pénitencier. »

— (George Sand, Souvenirs de 1848, chapitre XIII, Barbès, p. 169)
Dans ses Lettres à Proudhon (9e lettre - 1858), Eugène de Mirecourt écrit que Proudhon lui-même enverrait « tout droit aux Petites-Maisons » ceux qui adhéreraient aux thèses développées dans son De la Justice, et qu'il devrait y être enfermé.
En 1866, dans sa célèbre préface au Grand Dictionnaire universel, Pierre Larousse se plaignait du fait que l'Encyclopédie catholique (1838-1849) traitait Diderot d' « échappé des Petites-Maisons ».
« À  entendre tout cela, on me croirait propre à mettre aux Petites-Maisons ; je suis cependant assez raisonnable garçon, et je n' ai pas mis  beaucoup de folies en actions. »
— (Théophile Gautier, Mademoiselle de Maupin, Paris, Charpentier et Cie, 1876, p. 92)
« Je n’avais garde d’en parler à mes enfants : ils m’eussent dit qu’en fait d’habitation, je n’étais bon que pour les Petites-Maisons. »
— Romain Rolland, Colas Breugnon, chapitre XII, Paris, Librairie Ollendorff, 1919)